# Алагаш, Халдун
Халдун Алагаш (род. 16 ноября 1970, Измит) — турецкий каратист, многократный чемпион мира и Европы. Считается одним из лучших каратистов в своей весовой категории.

## Биография
Родился 16 ноября 1970 года в Измите. Окончил школу там же. В 1989 году поступил в Ближневосточный технический университет в Анкаре, но вскоре бросил его. В 1991 году поступил в университет Мармара в Стамбуле, который окончил.
Женат на учительнице музыки. Есть сын Эмир и дочь Элиф.

### Спортивная карьера
Халдун Алагаш начал заниматься карате в 1982 году под влиянием фильмов с Брюсом Ли, а также киноцикла о легендарном воине Баттале Гази, сыгранного Джунейтом Аркыном. Первые профессиональные бои Алагаша состоялись на Чемпионате Турции по карате в 1986 году. Тогда он получил красный пояс.
В 1994—2005 годах выступал в составе спортивного клуба «İstanbul Büyükşehir Belediyespor», в 2006 году перешёл в «Kocaeli Büyükşehir Belediyesi Kağıt Spor Kulübü», за который выступал до 2010 года.
После окончания карьеры работал тренером по карате в Кайсери.
Именем Халдуна Алагаша назван спортивный комплекс в стамбульском районе Умрание